# Corsano
Corsano est une commune italienne d'environ 5 390 habitants située dans la province de Lecce dans la région des Pouilles dans le sud de l'Italie.

## Administration
| Période                                  | Période  | Identité       | Étiquette       | Qualité |
| ---------------------------------------- | -------- | -------------- | --------------- | ------- |
| 07/06/2009                               | En cours | Biagio Cazzato | (liste civique) |         |
| Les données manquantes sont à compléter. |          |                |                 |         |

### Hameaux
Corsano ne possède pas de hameau officiel.

### Communes limitrophes
Alessano, Tiggiano

## Jumelages
- Romans-sur-Isère (France) depuis 2009